# Konrad von Dhaun
Konrad von Dhaun, noto anche come Konrad von Stein (Hochstetten-Dhaun, 1380 – Magonza, 1434), è stato un vescovo cattolico tedesco, arcivescovo di Magonza, fu protagonista della guerra magontino-assiana, dalla quale uscì sconfitto.
Come arcivescovo di Magonza, fu elettore e cancelliere della Germania.

## Biografia

### L'ascesa all'episcopato
Imparentato coi wild- e rhinegravi di Dhaun, Konrad venne nominato canonico della cattedrale di Magonza nel 1396. Nel 1414, divenne prevosto della cattedrale di Francoforte e governatore di Eichsfeld (un'exclave dell'elettorato di Magonza), stabilendosi al castello di Rustenberg, presso Heiligenstadt. Il 10 ottobre 1419, venne eletto arcivescovo di Magonza e la sua elezione venne confermata da papa Martino V il 15 dicembre 1419. In questo periodo, la residenza degli arcivescovi di Magonza si trovava presso il castello di Ehrenfels, oggi in Assia, dal momento che i cittadini di Magonza, che era una libera città imperiale, si erano più volte dimostrati ostili al clero.

### La politica imperiale

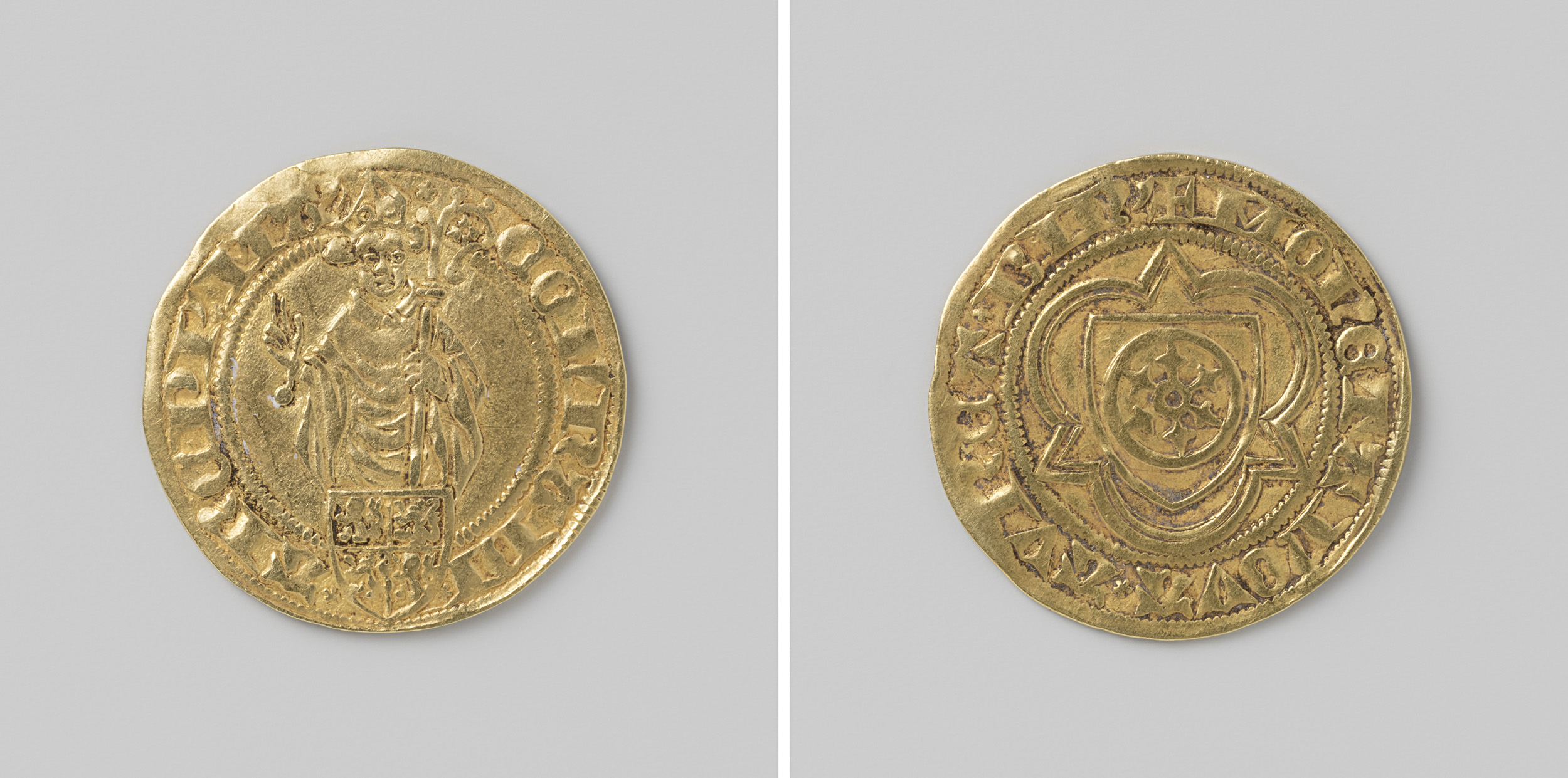
Una moneta d'oro di Konrad von Dhaun, arcivescovo di Magonza, del 1430

Nell'agosto del 1421, Konrad, assieme all'arcivescovo Teodorico II di Colonia ed all'elettore palatino Ludovico III del Palatinato, aderirono alla seconda crociata anti-hussita. I tre si portarono in Boemia passando da Cheb e presero parte all'assedio di Žatec. Ad ogni modo, l'assedio terminò il 2 ottobre quando l'esercito imperiale dovette abbandonare l'operazione dopo aver sentito che il grosso dell'esercito hussita si stava avvicinando.
L'imperatore Sigismondo del Sacro Romano Impero nominò Konrad quale suo vicario imperiale durante la dieta imperiale che si tenne a Norimberga il 25 agosto 1422. Ad ogni modo, l'elettore Ludovico III del Palatinato obiettò a questa nomina sulla base della Bolla d'Oro del 1356 secondo la quale tale posizione sarebbe spettata a lui per via delle leggi francone, ed all'elettore di Sassonia sulla base delle leggi sassoni. Konrad diede le proprie dimissioni nel maggio del 1423. Nel 1424, fu uno dei membri fondatori della lega di Bingen che si opponeva all'imperatore Sigismondo.
Nel 1429, si portò a Bratislava dove, nel suo ruolo di arcicancelliere del Sacro Romano Impero, prese parte ai negoziati tra l'imperatore Sigismondo ed i capi degli hussiti.

### La guerra con l'Assia
Gli arcivescovi di Magonza erano in lotta con il langraviato d'Assia da secoli per il dominio dell'area. Nel 1427, Konrad dichiarò guerra all'Assia col supporto dell'alleato e nipote Ermanno II di Buchenau prendendo a pretesto l'allontanamento del principe-abate Giovanni I di Fulda dal suo monastero per ordine dello stesso arcivescovo che gli preferiva una persona a lui più fedele. Un esercito di 600 cavalieri più diversi fanti guidati dal conte Gottfried von Leiningen attaccarono il nord dell'Assia da Fritzlar, un'exclave di Magonza, e devastarono le aree attorno a Gudensberg, Felsberg e Melsungen. Ad ogni modo, questi vennero sconfitti dal langravio Ludovico I d'Assia nella battaglia che si tenne presso il villaggio di Großenenglis e nei pressi di Holzheim, a pochi chilometri da Fritzlar. Ludovico I sconfisse Gottfried nuovamente inseguendolo presso Jesberg, Felsberg e Fritzlar. Gottfried si ritirò a Fulda, dove Konrad era pronto con un secondo esercito di uomini pronti a combattere, ma la città ed il monastero di Fulda si rifiutarono di appoggiare Gottfried e di dare la propria protezione all'esercito dell'elettore e quindi il 10 agosto l'arcivescovo subì un'ulteriore sconfitta.
L'8 dicembre 1427, venne siglato un trattato di pace tra l'Assia e Magonza a Francoforte. Magonza venne costretta ad accettare la perdita di quasi tutti i propri possedimenti nell'Alta e nella Bassa Assia, mantenendo solo Fritzlar, Naumburg, Amöneburg e Neustadt. Questo evento pose fine a ogni tentativo di aspirazione di Magonza ad essere la principale potenza dell'area.

### La disputa con la città di Magonza
Alcuni anni dopo, vi furono degli scontri violenti tra i patrizi e i membri delle gilde di Magonza. Vi furono anche delle tensioni tra i cittadini locali ed il clero. Nel 1430, i patrizi lasciarono la città in pieno contrasto con l'arcivescovo e le sue disposizioni. Nel 1432, la città tentò di tassare il clero con un'ordinanza del consiglio comunale, ma questo per tutta risposta lasciò la città nel 1433. Konrad scomunicò la città il 14 maggio 1434.

### La morte
Dopo quest'ultimo atto, ad ogni modo, Konrad morì a distanza di alcune settimane. Venne sepolto nella cattedrale di Magonza il 10 giugno 1434. Il suo monumento funebre venne scolpito con tutta probabilità da Madern Gerthener che aveva realizzato anche quello del suo predecessore alla cattedra episcopale di Magonza.